# Григорий Зъхненски
Григорий (на гръцки: Γρηγόριος, Григориос) е православен духовник, митрополит на Вселенската патриаршия.

## Биография
Григорий става духовник и е избран за митрополит на Зъхненска епархия. Григорий участва в Цариградския събор, председателстван от архиепископ Паисий Охридски, който сваля патриарх Йоасаф II Константинополски в 1565 година (7073 от Сътворението). Григорий подписва акта на събора от януари 1565 година като смирен митрополит Зъхненски (ο ταπεινός μητροπολίτης Ζιχνών). Не е ясно дали е същият Григорий споменат на Зъхненската катедра в 1538 година.